# Калинин, Дмитрий (спортсмен)
Дмитрий Калинин (латыш. Dmitrijs Kaļiņins; 26 июня 1987 года — 26 октября 2016 года, Даугавпилс) — латвийский спортсмен, триатлонист. В 2005 году стал чемпионом Латвии по триатлону и дуатлону. Выступал за даугавпилсский клуб триатлона «Яуниба» (Даугавпилс). Тренер Анатолий Левша.
В ночь на 26 октября 2016 года совершил акт самосожжения в городском парке Дубровина (Даугавпилс). Перед смертью разместил на своей странице в соцсети символику ИГИЛ.
Спортивные результаты:
- 12 место на чемпионате Европы по триатлону среди юниоров (эстафета), 2005 г.
- 28 место на чемпионате Европы по триатлону среди юниоров, 2005 г.
- 2 место на международном чемпионате в Германии, 2003 г.[2]
- Чемпион Латвии по триатлону (на дистанции 0.75+20+5) и дуатлону.